# Мерк Лариса Вікторівна
Мерк Лариса Вікторівна (16 березня 1971) — російська академічна веслувальниця.
Бронзова призерка Олімпійських Ігор 2000 року в складі парної четвірки, учасниця 1996, 2004, 2008 років.